# Boyzone
Boyzone fue un Quinteto irlandés de pop integrado por Ronan Keating, Mikey Graham, Keith Duffy y Shane Lynch. Boyzone ha conseguido posicionar 19 singles en el top 40 Reino Unido y 21 singles en el top de sencillos en Irlanda. El grupo actualmente tiene 6 UK singles número uno y nueve singles número uno en Irlanda, con 12 de sus 20 singles en el Reino Unido están en el UK Top 2. 
Los Boyzone son una de las bandas de mayor éxito en el Reino Unido e Irlanda. En total, el grupo con 19 top 5 singles en el Irlanda, 18 10 accesos a la Reino Unido, nueve # 1 singles irlandeses gráfico y seis singles # 1  Reino Unido singles y cinco álbumes # 1, con aproximadamente 20 millones de discos vendidos en 2010 en el Islas Británicas y en todo el mundo. El número se confirma por el libro de Stephen El Árbol de las estaciones.
Ellos famoso hizo una reaparición en  2007, originalmente con la intención de viajar solo. Boyzone fue reunido en  1993 por Louis Walsh, quien también es conocido por la gestión de  Johnny Logan y Westlife. Antes incluso de grabar cualquier material que hizo un aspecto infame en RTÉ The Late Late Show. Su primer álbum Said and done fue lanzado en  1994 y las tres álbum de estudio en  1996,  1998 y 2010. Siete álbumes recopilatorios han sido liberados hasta el momento. El Co-cantante Stephen Gately murió el 10 de octubre de 2009 por causas naturales, durante sus vacaciones en Mallorca, España.

## Historia de la banda

### Comienzos (1993)
En 1993, un anuncio aparecido en muchos periódicos irlandeses llamada para las audiciones para formar una nueva Irlanda "boy band" del grupo. Los anuncios fueron enviados por el director teatral Walsh que estaba buscando para hacer una "irlandés Take That" como continuación de su éxito. Las audiciones se llevaron a cabo en el Centro de Ormond, en Dublín, en noviembre de 1993. Más de 300 personas respondieron al anuncio. En las audiciones de los candidatos se les solicitó cantar la canción "Careless Whisper" de George Michael. Cada prueba se grabó y observó de nuevo para juzgar el desempeño de los demandantes. De los 300, 50 fueron seleccionados para una segunda audición. Richard Roca (hijo de Dickie Rock) fue invitado para una segunda audición. 
Para la segunda prueba de las demandantes, donde se pidió que cantaran dos canciones, entre ellas una de su elección con una cinta de respaldo. Mikey Graham cantaba "Dos de cada tres no es Mala" de Meat Loaf. Keith Duffy cantaba "I'm Too Sexy" de Right Said Fred. Ronan Keating cantaba "Padre y el Hijo" de Cat Stevens (un cover de la banda que más tarde pondría en libertad). Stephen Gately cantó Hello de Lionel Richie. De este 50, 10 fueron seleccionados para una audición de terceros. Al final, Ronan Keating, Stephen Gately, Keith Duffy, Rock, Shane Lynch y Mark Walton fueron elegidos. Graham originalmente fue rechazado, pero más tarde se uniría después de la salida de Richard Roca. 
Ronan Keating inicialmente se enfrentó a una gran oposición de sus padres y maestros. Estaba planeando mudarse a Nueva York para estudiar en la universidad con una beca deportiva y perseguir su sueño de ganar una medalla olímpica para el atletismo. Al final Ronan decidió abandonar sus estudios e ir junto con Boyzone. Los padres de Duffy estaban en contra de su hijo de tirar una carrera sólida y prometedora y unirse a la banda. Louis Walsh se dedicó a tratar de conseguir un contrato con una compañía de discos buenos pero tendrían que pasar muchas cartas de rechazo antes de que los chicos firmaran. 
En 1994, Duffy y Lynch estuvieron involucrados en un accidente automovilístico casi fatal, ambos sobrevivieron sin heridas graves. Walsh fue presuntamente furioso, y elaboró los contratos de todos los chicos a firmar, lo que lleva a sus actividades que se están restringidas. Con un poco de la formación original desapareciendo y otras que son aportados a la agrupación, tomó algún tiempo antes de Boyzone se estableció en su línea de cinco miembros más reconocidos en marcha de Shane Lynch, Ronan Keating, Stephen Gately, Mikey Graham, Keith Duffy. Richard Roca, uno de los miembros originales, a la izquierda alegando diferencias musicales con Ronan Keating.

### Said And Done Album (1994)
Boyzone tocó hasta 1994 en toda Irlanda del Norte, principalmente en bares y clubes, antes del Polygram que firmó en 1994 y lanzó la versión de la  Four Seasons "éxito" Working My Way Back to You", con Graham y Gately en la voz principal. Alcanzó el número 3 en las listas irlandesas. El lanzamiento de su versión de la cubierta del golpe del clásico Osmonds, "Love Me for a Reason", rompió las listas británicas. La canción llegó al número 2 en el Reino Unido y se incluyó en su álbum debut en 1995 golpeó Dicho y Hecho. El álbum alcanzó el puesto número 1 en Irlanda y el Reino Unido.

### (1995)
En 1995 los sencillos "La clave para mi vida", "So Good" y "Padre e hijo" fueron lanzados, todos los cuales llamaron la atención de nuevos fanes en Europa.

### A Different Beat Album (1996)
Su segundo álbum, A Different Beat fue lanzado en 1996, la canción "Volver a casa ahora", fue lanzado como single. Boyzone tuvo su primer sencillo número uno en Reino Unido, un cover del éxito de Bee Gees " Palabras". El álbum también contenía los hits " A Different Beat" y " no ¿Es una maravilla".

### (1997)
En 1997 Boyzone editó tres singles "No es una maravilla", "Picture of you" y "Nena, ¿te tengo", así como la canción de Disney "Shooting Star", que se incluyó en el bebé puedo tenerte sola. Boyzone a cabo en el Festival de Eurovisión y presenta "Que el mensaje de correr libremente" y tryed para romper el mercado de los EE.UU. con su versión de "experiencia mística" que también se registra en español. Ronan Keating - que por ahora se había convertido en el cantante y líder - ganó el  Premio Ivor Novello para escribir canciones en 1997 para "Picture of You".

### Where We Belong Album (1998)
Su tercer álbum de estudio, Where We Belong, fue lanzado en 1998 y contó con habilidades para la escritura de Boyzone. Que contenía los sencillos "Todo lo que necesito" (que se mantuvo durante seis semanas en los charts de MTV Asia), "Baby Can I Hold You" (Tracy Chapman cubierta) y "No Importa". Originalmente escrito para el Andrew Lloyd Webber escena musical Whistle Down the, Viento "No Matter What" fue el grupo de los mejores de la historia única de venta y fue votado como canción del Año de 1998. Dado que la canción fue grabada también por Meat Loaf, Boyzone compartieron escenario con él para interpretar la canción durante su concierto en vivo 1998 en Dublín. Su gira de 1998 de Irlanda rompió todos los récords de ventas cuando se vendieron 35.000 entradas en cuatro horas.

### By Request Album (1999)
En 1999, "Cuando las cosas se ponen difíciles", "You Needed Me" y "Cada día te quiero" fueron singles, así como su recopilación de grandes éxitos, Solicitud, fue lanzado y fue seguido por una nueva gira. En junio de 1999, Gately reveló que era homosexual y estaba enamorado de la ex-[Atrapado [en el (grupo de chicos) Ley | Atrapados en la ley]] miembro de Eloy de Jong. También durante este año Keating lanzó su primer single en solitario, " Cuando no dices nada, todo", un Alison Krauss canción que había grabado para la película Notting Hill.

### "Tomando un descanso" (2000)
En este momento, después de seis años juntos y en medio de crecientes tensiones entre bastidores, los miembros del grupo decidieron tomarse un descanso de Boyzone para perseguir proyectos en solitario. Boyzone actuaron juntos por última vez en Irlanda en el depósito de punto durante nueve fechas que va desde en 3 a en 8 y en 10 a en 12 2000, que había vendido más de 15 millones de discos en total y los dieciséis de sus singles llegaron al Reino Unido cinco y se convirtieron en el acto de Irlanda primero en tener cuatro números uno en las listas del Reino Unido.
A su altura, Boyzone fue una de las artistas de mayor venta en la música.

### Quiebre (2001-2006)
Durante siete años después de su separación en 2000, los miembros de Boyzone tuvo un éxito relativo en sus carreras individuales. Keating, en particular, sigue siendo una fuerza en la industria de la música como él continuó escribiendo y gestión de otras bandas. Gately también continuó su carrera como solista, presentándose en una serie de  West End musicales de teatro, y Duffy tenido cierto éxito como actor (incluyendo un papel en la telenovela calle de la coronación).

### Boyzone Reunion (2007)
Los rumores llegaron a un punto ya principios de 2007 hubo informes de prensa que los cinco miembros y su director, The X Factor juez Walsh, se había reunido en Dublín para discutir y organizar una gira de regreso. El 11 de octubre de 2007, Walsh fue entrevistado en The Graham Norton Show; cuando se le preguntó por Graham Norton si iba a ser un re-lanzamiento de Boyzone le respondió: "Yo creo que sí". El 5 de noviembre de 2007, Keating confirmó que Boyzone se reúnen para una aparición especial en la recaudación de fondos anual de la BBC, los niños en riesgo, realizando un popurrí de éxitos, aunque aún no había comentado sobre la posibilidad de una nueva gira o disco. 
El 14 de noviembre de 2007, se informó que los cinco miembros de Boyzone iban a comenzar una gira por Reino Unido en mayo, lo que sería su primera en siete años. Keating, quien dejó la banda de chicos irlandeses para seguir una carrera en solitario, se unió al grupo para la serie de conciertos. El 16 de noviembre, Boyzone hizo una aparición retorno como parte de los niños necesitados en BBC1 en el Reino Unido, con un recorrido de Irlanda y el Reino Unido anunció en junio de 2008.

### Back Again...No Matter What Album(2008)
El grupo vendió 200.000 entradas para la gira de un plazo de tres horas y vendió 20.000 entradas el mismo día primero de ellos va a la venta para su concierto en el RDS de Dublín. Keating dijo al diario Star: "Hemos estado tomando con calma en el Guinness y estado fuera de cenas y un par de bebidas Estamos tomando la gira planes muy en serio Estamos todos en las dietas y.. hemos estado entrenando en el gimnasio todos los días. Probablemente estoy más fuerte ahora que nunca. Creo que todos se ven mejor ahora que antes. No puedo esperar para estar de vuelta en la carretera y todos los chicos sienten lo mismo." 

La gira de 29 la fecha, teniendo en ciudades como Cardiff, Newcastle, Liverpool, Londres en el O2 Arena y Wembley, Manchester, Birmingham, Glasgow, Aberdeen, Sheffield, Newcastle, Nottingham, el Castillo de Edimburgo y el RDS en Dublín. La gira comenzó el 25 de mayo de 2008 en Belfast [[Odyssey (Belfast) |] Odisea] Arena y terminó en Carlisle Bitas Parque el 23 de agosto de 2008. El 29 de agosto de 2008 Boyzone actuó junto a otros artistas tales como Sandi Thom y Scouting For Girls en un evento en Blackpool para encender el Blackpool Illuminations, un evento anual en la ciudad. El evento recibió cobertura en BBC Radio 2. El 3 de septiembre, el video de "Love You Anyway" debutó en el canal de música digital La Caja. Cuenta con todos los 5 de los miembros originales de Boyzone con Keating, teniendo la mayoría de las voces principales. El sencillo recibió su primera obra de teatro el 20 de agosto de 2008, en vivo por Terry Wogan's Radio 2 habitaciones. 
El 6 de octubre de 2008, "Love You Anyway" entró en las listas del Reino Unido en el número 5, por lo que es su parte superior consecutivos decimoséptima cinco individuales. El 8 de diciembre su segundo single de 2008 "Better" fue lanzado y llegó al número 22 en las listas británicas, el número 26 en las listas de éxitos irlandés y el número 63 en las listas de singles europeos caliente. El 28 de agosto de 2009, el grupo se unió a Yvette Fielding en Edimburgo por un Ghosthunting con ... espectáculo para ITV2.

### Muerte de Gately (2009)
En 2009 realizaron su Boyzone Brother Tour, que era la última gira en la que estuvo presente Gately. El 10 de octubre de 2009, Gately falleció en Mallorca disfrutando de las vacaciones con su pareja Andrew Cowles. El 13 de octubre de 2009,  el informe de la autopsia mostró que Gately murió como consecuencia de un edema pulmonar o líquido en los pulmones. El Tribunal Superior de Justicia de las Islas Baleares dijo en un comunicado: "El cantante del grupo irlandés Boyzone falleció por causas naturales, debido a un edema agudo de pulmón". Aunque todavía resulta difícil llegar a un acuerdo con su repentina muerte, Lynch ha declarado recientemente que Gately murió por alguna razón, diciendo "tengo que entender que todo es por una razón. Si yo entiendo por qué, entonces un día voy a contar".

### BrotherAlbum (2010)
Boyzone originalmente iban a sacar el disco nuevo a mediados de 2010 en una gira de verano tras el álbum, pero el álbum fue lanzado en marzo de 2010, que anteriormente estaba previsto a continuación. El álbum fue lanzado como un homenaje a Gately, que incluyó dos nuevas canciones que fueron cantadas por Gately antes de su muerte. Una canción fue escrita por el cantante y compositor Mika que también ha afirmado que la nueva canción que escribió para Boyzone es la última que contará con la voz de Stephen Gately, lanzado como su cuarto álbum de estudio de 8 de marzo de 2010. La canción escrita por Mika se convirtió en el primer sencillo del nuevo álbum, titulado "Gave It All Away". a Boyzone les encantó este tema y expresó el deseo de liberar esta canción como single de regreso. La canción recibió su Airplay por primera vez el 17 de enero de 2010. Mikey Graham declaró que Gave It All Away se estrenará el 1 de marzo de 2010 y el álbum se dará a conocer una semana después. A partir de 10 de enero de 2010-7 de marzo de 2010 Mikey era un contendiente en la quinta serie de Bailando sobre hielo. Fue eliminado en la semana 9 de la competición después de estar en el "Skate-Off" con EastEnders actriz Danniella Westbrook, que perdió con 2 votos a favor, Westbrook 3. Su cuarto álbum de estudio  Hermano fue lanzado el 8 de marzo de 2010 y convertirse en su número cuarto álbum de estudio hasta la fecha. "Gave It All Away" alcanzó el puesto # 9 en la UK Singles Chart y en el # 1 en el [Singles [irlandesa gráfico]]. "Love Is A Hurricane" fue el segundo y último sencillo de'Hermano. Fue lanzado el 17 de mayo, alcanzando # 44 en la UK Singles Chart y en el # 39 en el Irlanda Singles Chart.  El álbum alcanzó el puesto # 1 tanto en Irlanda y el Reino Unido.
Boyzone se supone que un álbum lanzado a finales de 2010, pero debido a la Ronan Keating que tiene problemas personales, fue cancelado. Boyzone cantó "No Matter What" con Kim Marsh en una programa de ITV llamado "Coronation Street The Big 50" transmitido por ITV1 El viernes 10 de diciembre de 2010, Mikey Graham no estuvo presente debido a otros compromisos.

### Hermano Tour y Ronan Keating Album (2011)
Boyzone estará de gira por el Reino Unido e Irlanda durante febrero y marzo de 2011 con una gira de fecha 21 de la Islas Británicas con su escenario basado en El Brother Tour. Boyzone proyectará un virtual Stephen Gately en el escenario para la gira. El 3 de abril de 2011, un nuevo álbum de Ronan Keating se dará a conocer en todo el mundo.
Ronan Keating ha anunciado que Boyzone está grabando y lanzará un nuevo álbum a finales de 2011.

## Tours
- 1995/1996: Said & Done Tour
- 1997: A Different Beat Tour
- 1998: Where We Belong Tour
- 1999: By Request tour
- 2000: Live At The Point Tour
- 2008: Back Again...No Matter What
- 2009: Better Tour
- 2011: Brother Tour
- 2013: Boyzone at 20 Tour

## Discografía

### Álbumes de estudio
- 1994: Said and done
- 1996: A different beat
- 1998: Where we belong
- 2010: Brother
- 2013: BZ20
- 2014: Dublin to Detroit
- 2018: Thank you & Good Night

### Álbumes de la compilación
- 1999: By Request
- 2008: Back Again...No Matter What